# 武藏小杉

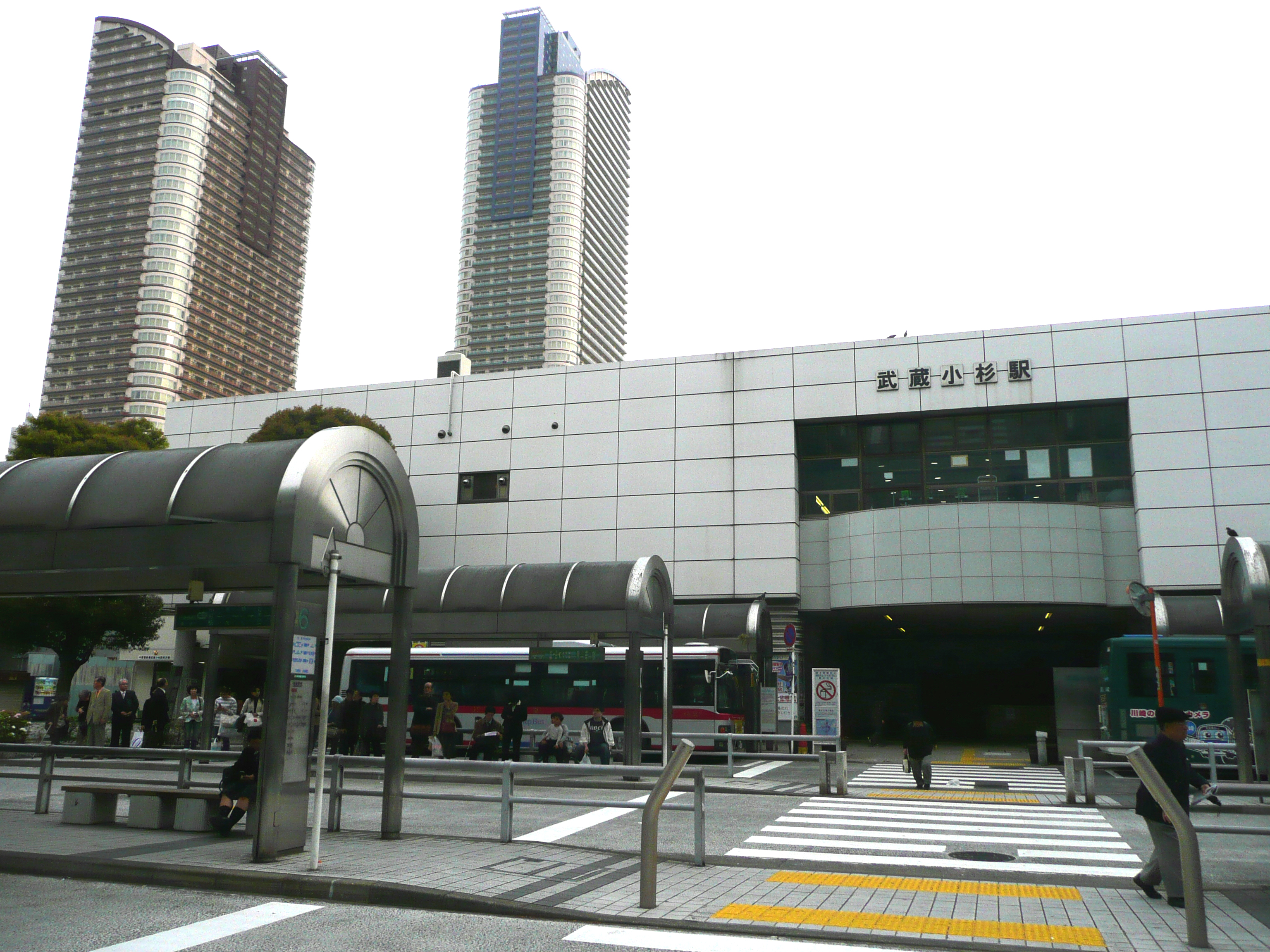
武藏小杉站

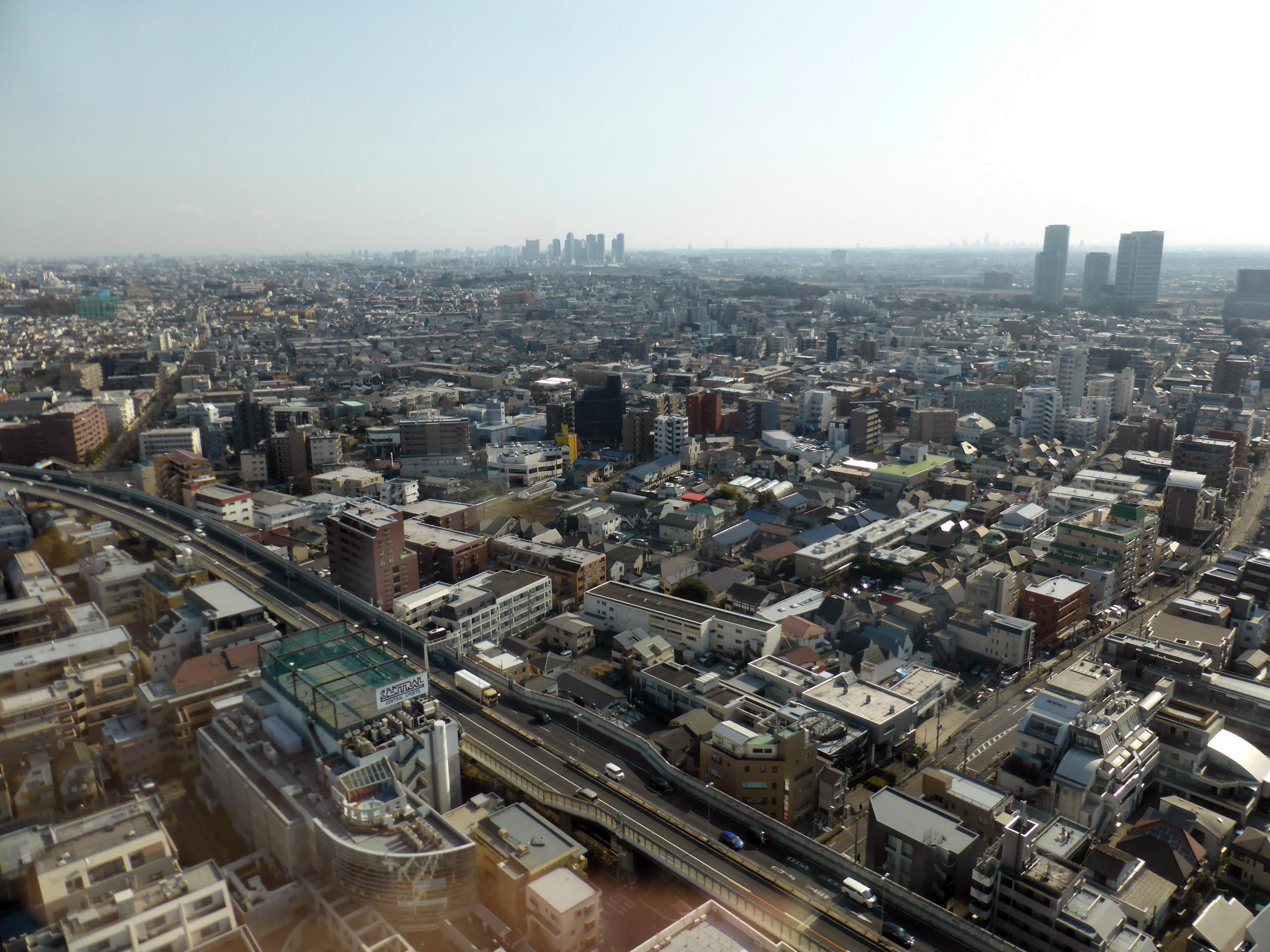
世田谷區用賀眺望武藏小杉摩天大樓群（2021年）

武蔵小杉（日语： Musashi Kosugi）是以日本神奈川縣川崎市中原區武藏小杉站為中心的區域通稱。作為中原區區役所所在地，是該區的行政及商業中心。現行行政地名包含小杉町、小杉陣屋町、小杉御殿町、新丸子町、新丸子東、中丸子、下沼部、市之坪等。

## 概要
大略位於川崎市中央位置，搭乘電車前往東京都心僅約需20分鐘左右。超高層住宅的密集度在日本全國名列前茅。受惠於鐵道的高便利性，有横須賀線、湘南新宿線、相鐵·JR直通線、東橫線、目黑線等五系統直通東京都心，且是優等列車停靠站，加上商業設施豐富完整，周邊還有多摩川、等等力綠地、二領用水、中原平和公園等綠地，讓此地近年成為極具人氣的住宅地。但隨著人口遽增，過去早晨尖峰時刻常有誤點情形發生，武藏小杉站新南口（橫須賀線口）檢票口外等待進站的長長人龍也多次登上媒體。在2018年4月增設驗票閘門提升出入站速度後，站內繼續進行橫須賀線月台新設（2面2線化）工程，持續加強車站容量。

### 地區組成
東西向的JR南武線與南北向的東急東橫線、目黑線呈十字交匯，被鐵道切割的各地區也因此展現出不同樣貌。
車站北側的東橫線沿線是從歷史悠久的繁華街新丸子站延伸過來的個人商店街。
車站西側有二領用水流過，為住宅區與區役所、警察署、保健所等行政設施。
西南地區有法政通商店街等，由於鄰近工業區，因此可見平民餐飲店與風俗店、柏青哥店等，是武藏小杉商業活動最興盛的區域。
東南地區過去是工業區，現有多間商業設施。綱島街道原先是只有兩車道的狹小道路，但配合再開發進行拓寬後成為擁有寬廣行人步道的四線道道路。

## 歷史
江戶時代，此站周邊是中原街道的小杉宿。周邊是透過二領用水灌溉的廣大水田。1927年南武鐵道、1929年東海道貨物線（橫須賀線）陸續建設，讓武藏小杉一帶從過去的田園地帶轉變為工業區。當時有多間電機與汽車等新興產業進駐。
雖然日本電氣（NEC）玉川事業場（1936年）、三菱扶桑川崎工場（1937年）、武藏中原站附近的富士通本店及川崎工場（1938年）等仍持續運作，但仍有多間工廠已改建為高層住宅與商業設施。
另外，東京橫濱電鐵過去的站名「工業都市站」，以及南武鐵道以站前大手銀行運動場命名為「運動場前站」，可見當時此地的風貌。太平洋戰爭以前，周邊一帶的商業中心是在鄰近中原街道的新丸子站周邊。
2010年3月13日，JR武藏小杉站新設横須賀線、湘南新宿線月台。2013年3月16日起，東急東橫線開始與東京地下鐵副都心線、西武池袋線（經西武有樂町線）、東武東上線直通運轉，加上2019年11月30日相鐵·JR直通線開通等，讓此地一躍成為重要的交通結點。

### 大字「小杉」
1889年（明治22年）町村制施行時屬橘樹郡中原村的大字小杉，在自治體合併的1925年（大正14年）併入中原町，1933年（昭和8年）再編入川崎市。1943年（昭和18年）大字小杉分拆編入小杉町、小杉陣屋町、小杉御殿町、新丸子東。從此「小杉」僅保留於川崎市的町名。

## 交通

### 鐵道
JR4路線（南武線、横須賀線、湘南新宿線、相鐵·JR直通線）、東急2路線（東橫線、目黑線）共計6路線列車停靠。

### 道路
綱島街道、府中街道、中原街道等。

## 地域稱呼
「武藏小杉」的名稱是在1927年南武線（南武鐵道）設站時所創的名稱。當時由於富山縣已有小杉站，因此冠上舊國名為「武藏小杉」。
地名的發音為重音在中間的「むさしこすぎ（Musashikosugi）」。地方居民簡稱為「小杉」，年輕人多將重音放在後方念為「こすぎ（Kosugi）」。
武藏小杉地區再開發時，川崎市將其稱為「MUSACO（ムサコ）」，但居民仍多使用「小杉」一詞。

## 地域再開發

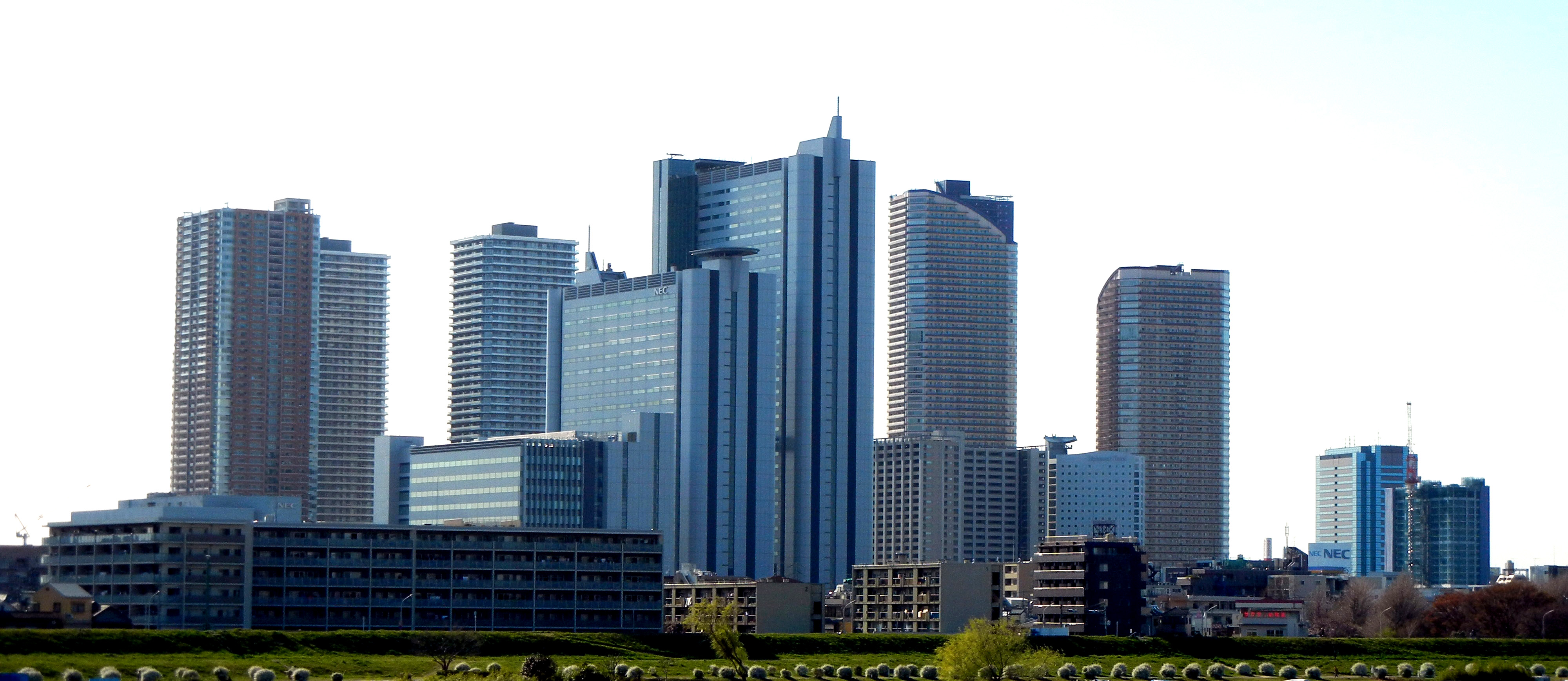
東京都側多摩川河川地望向摩天大樓群（2011年4月）

武藏小杉是川崎的第三都心（都心＝川崎、副都心＝溝之口、新百合丘）。川崎市以住、商、醫整合的「緊密之街」為標榜，實施各區域再開發與交通基礎建設的整備。
再開發後地價顯著上昇，在SUUMO首都圈最想居住地區中名列前茅（2016年第4位、2015年第5位、2017年第6位、2018年第6位、2019年第9位）。

### 開發沿革
- 1995年（平成7年） - 本地區第一座超高層大樓武藏小杉Tower Place（日语：武蔵小杉タワープレイス）完工。
- 2000年 - NEC玉川文藝復興城（日语：NEC玉川ルネッサンスシティ）南塔完工。
- 2005年 - NEC玉川Renaissance City北塔完工。
- 2006年 - R-Styles武藏小杉完工。
- 2007年7月 - RESIDENCE THE武藏小杉（日语：レジデンス・ザ・武蔵小杉）完工。
- 2008年（平成20年）
  - 2月 - LIETO COURT武藏小杉東塔、西塔完工。
  - 4月 - 中原警察署遷入新廳舍。
  - 6月 - THE KOSUGI TOWER（日语：ザ・コスギタワー）完工。
  - 10月 - Park City武藏小杉Station Forest Tower（日语：パークシティ武蔵小杉ステーションフォレストタワー）完工。
- 2010年（平成22年）3月13日 - 橫須賀線武藏小杉站開設。
- 2013年（平成25年） - Exlus Tower武藏小杉（日语：エクラスタワー武蔵小杉）完工。
- 2014年（平成26年） - Park City武藏小杉The Grand Wing Tower（日语：パークシティ武蔵小杉ザ・グランドウイングタワー）、Proud Tower武藏小杉完工。GRANDTREE武藏小杉（日语：グランツリー武蔵小杉）開幕。
- 2016年（平成28年） - City Tower武藏小杉完工。
- 2017年（平成29年） - Park City武藏小杉The Garden Towers East完工。

### 車站北側
北側地區 小杉町二丁目地區
南武線北側區域。
- 武藏小杉Tower Place（日语：武蔵小杉タワープレイス）
- HOTEL THE ELLCY舊址 - 三井不動產計畫興建高170公尺的超高層公寓。
- Park City武藏小杉The Garden Towers East、West（地上53層地下1層，高約180公尺的雙子塔） - 原為新日本石油社宅，2009年3月底廢止。A地區（東半部）於2017年度、B地區（西半部）於2018年度竣工。A地區的會議設施面積約3,000 m2（內含展演廳約1,000 m2），劇院形配置（僅座席）的容納人數達1000人。
- 日本醫科大學武藏小杉醫院舊址 - 規劃建設高180公尺的雙子塔，預定2022年完成。
- 日本醫科大學武藏小杉醫院 - 規劃改建為日本醫科大學校舍與運動場等設施。
- 大西學園（日语：大西学園中学校・高等学校） - 新校舍於2015年度完成。
- 川崎市立小杉小學校 - 日本醫科大學新丸子校舍舊址。2019年開校。
- 街區公園

### 車站南側
武藏小杉站南部A地區
小杉FROM與東京電力中原變電所、公園等所在的區域。
- Exlus Tower武藏小杉（日语：エクラスタワー武蔵小杉） - 39層（高149公尺），1〜4樓是は商業設施武藏小杉東急廣場，5、6樓是中原圖書館（日语：川崎市立中原図書館）。
- 站前廣場：變電所地下化後的廣場，鄰接上述公寓。
- 小杉第一公園 - 鄰接上述站前廣場，設有自行車停車場（400台）。

武藏小杉站南部B地區
東急東橫線武藏小杉站的附屬區域。
- 車站上方人工地盤 - 東急東橫（目黑）線月台上方的3,000m2人工地盤。2013年3月完成，現為武藏小杉東急廣場。

武藏小杉站南部C地區
中小企業婦人會館等所在的區域。
- 武藏小杉站南口站前廣場 - 綱島街道的聯絡道路與站前圓環、自行車停車場（1000台）。
- Park City武藏小杉The Grand Wing Tower（日语：パークシティ武蔵小杉ザ・グランドウイングタワー） - 38層公寓大樓，2014年完成。B2F - 4F是三井不動產營運的商業設施。

武藏小杉站南部D地區
橫濱正金銀行→東京銀行→東京三菱銀行的運動場及停車場舊址。
- Park City武藏小杉Mid Sky Tower（日语：パークシティ武蔵小杉ミッドスカイタワー） - 日本國內第2高、東日本第1高的59層公寓（高203.5公尺），包含超商、保育園、市民會館、市民活動中心、公開綠地等，2009年4月完成。

武藏小杉站南部E地區
同D地區。
- Park City武藏小杉Station Forest Tower（日语：パークシティ武蔵小杉ステーションフォレストタワー） - 47層公寓，包含商業設施（foodium（大榮）、科樂美體育（日语：コナミスポーツ）等）、公開綠地等。商業設施於2008年6月、公寓於同年10月完成。

新丸子東3丁目地區（舊武藏小杉站南部F地區）
東京機械製作所社宅等所在的區域。
- Brillia武藏小杉：20層公寓（高69.95公尺），1樓是商業設施。2011年8月完成。

大規模工場跡地地區
- GRANDTREE武藏小杉（日语：グランツリー武蔵小杉） - 東京機械製作所玉川製造所第一工場舊址建設的複合商業設施。2014年11月22日開幕。
- City Tower武藏小杉 - 東京機械製作所玉川製造所第二工場舊址建設的公寓。2016年完成。

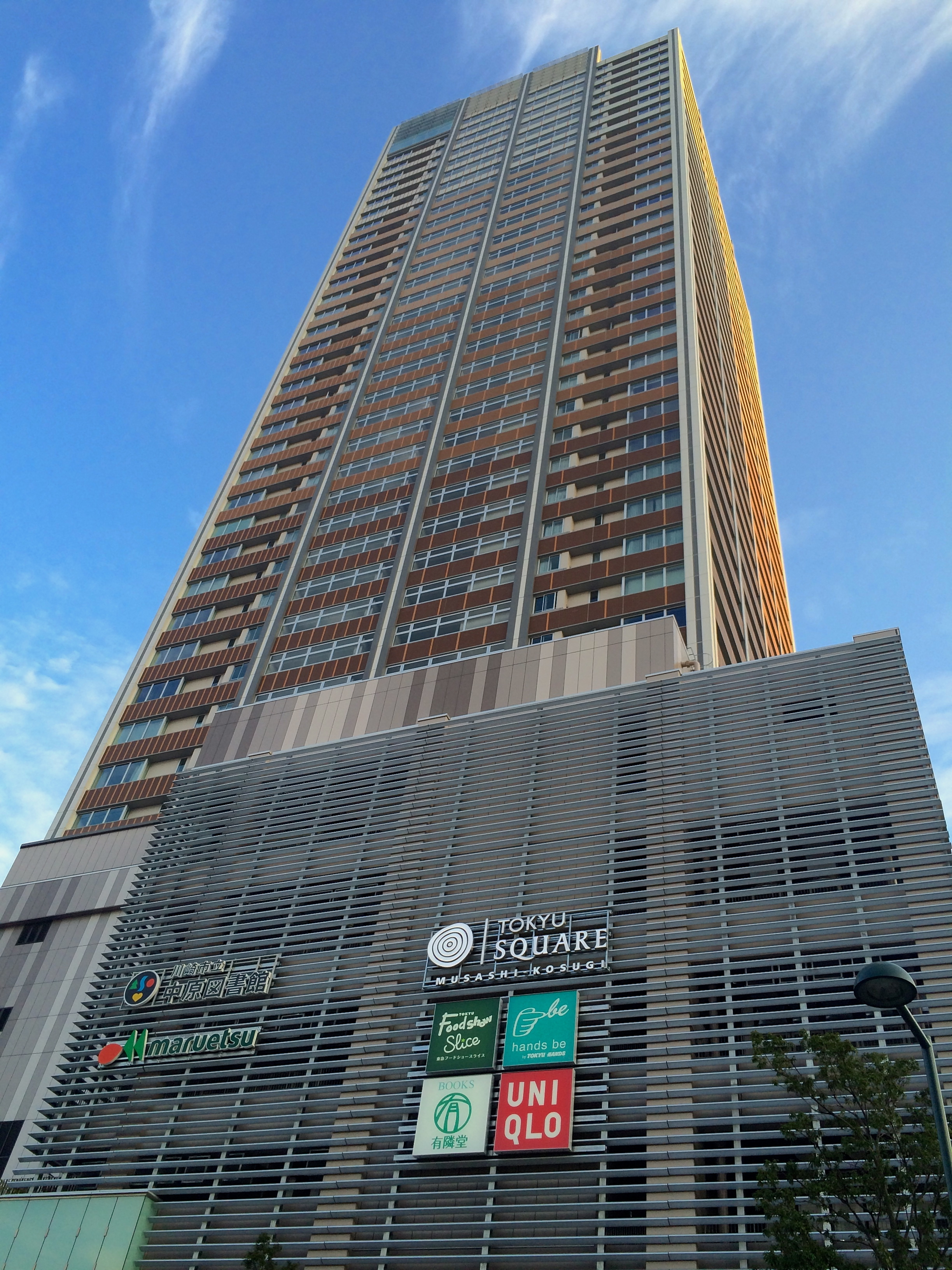
Exlus Tower武藏小杉
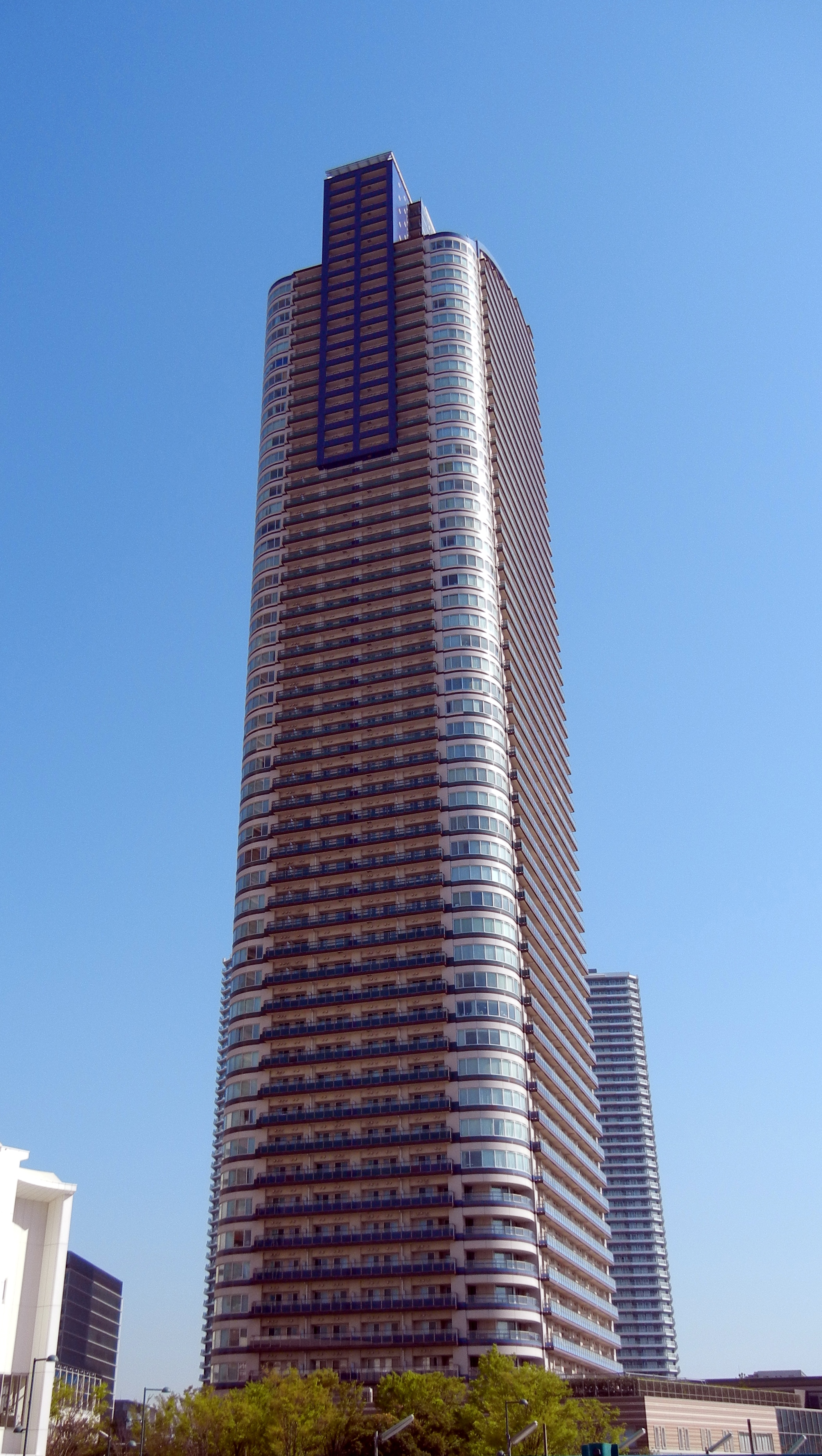
Park City武藏小杉Mid Sky Tower
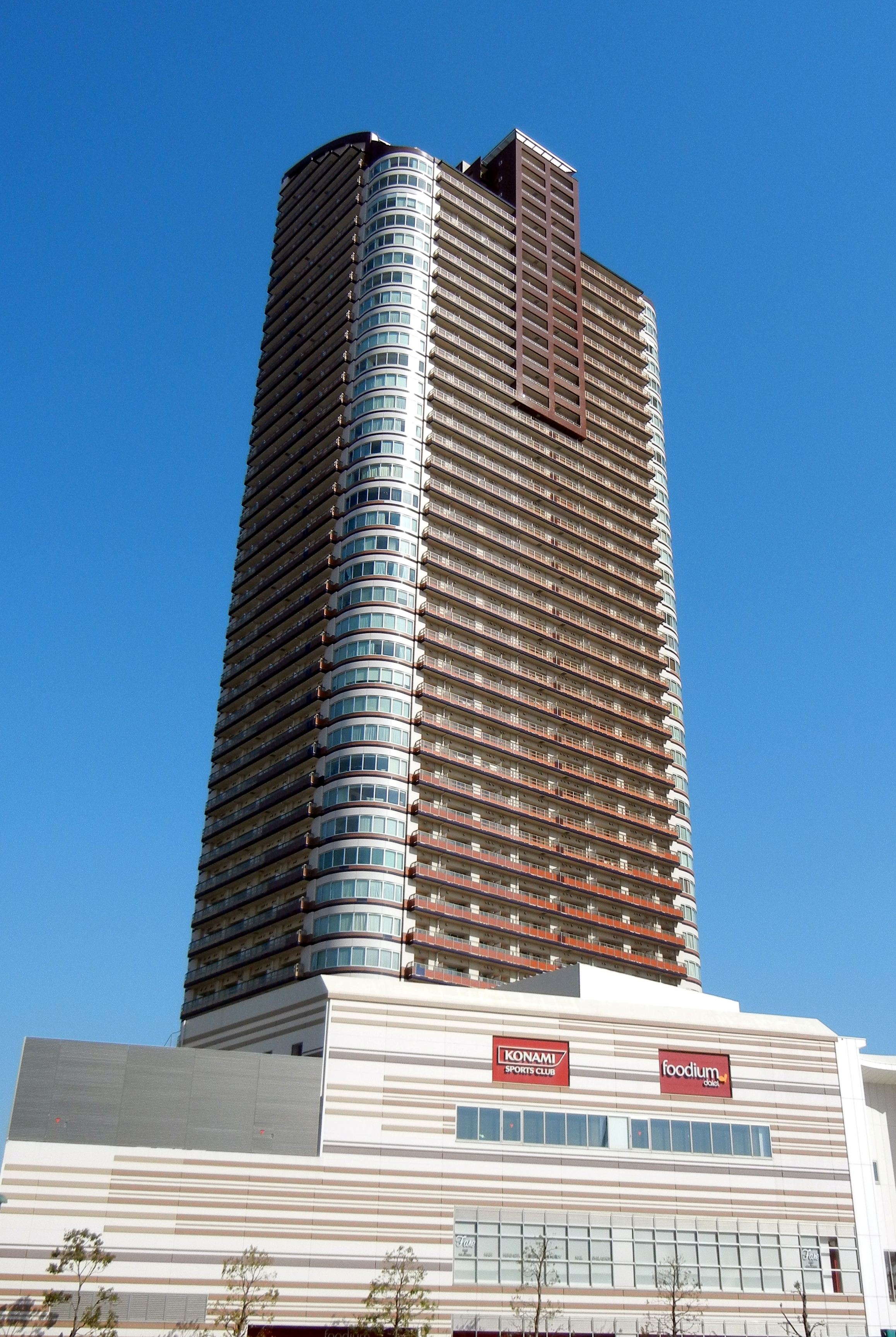
Park City武藏小杉Station Forest Tower
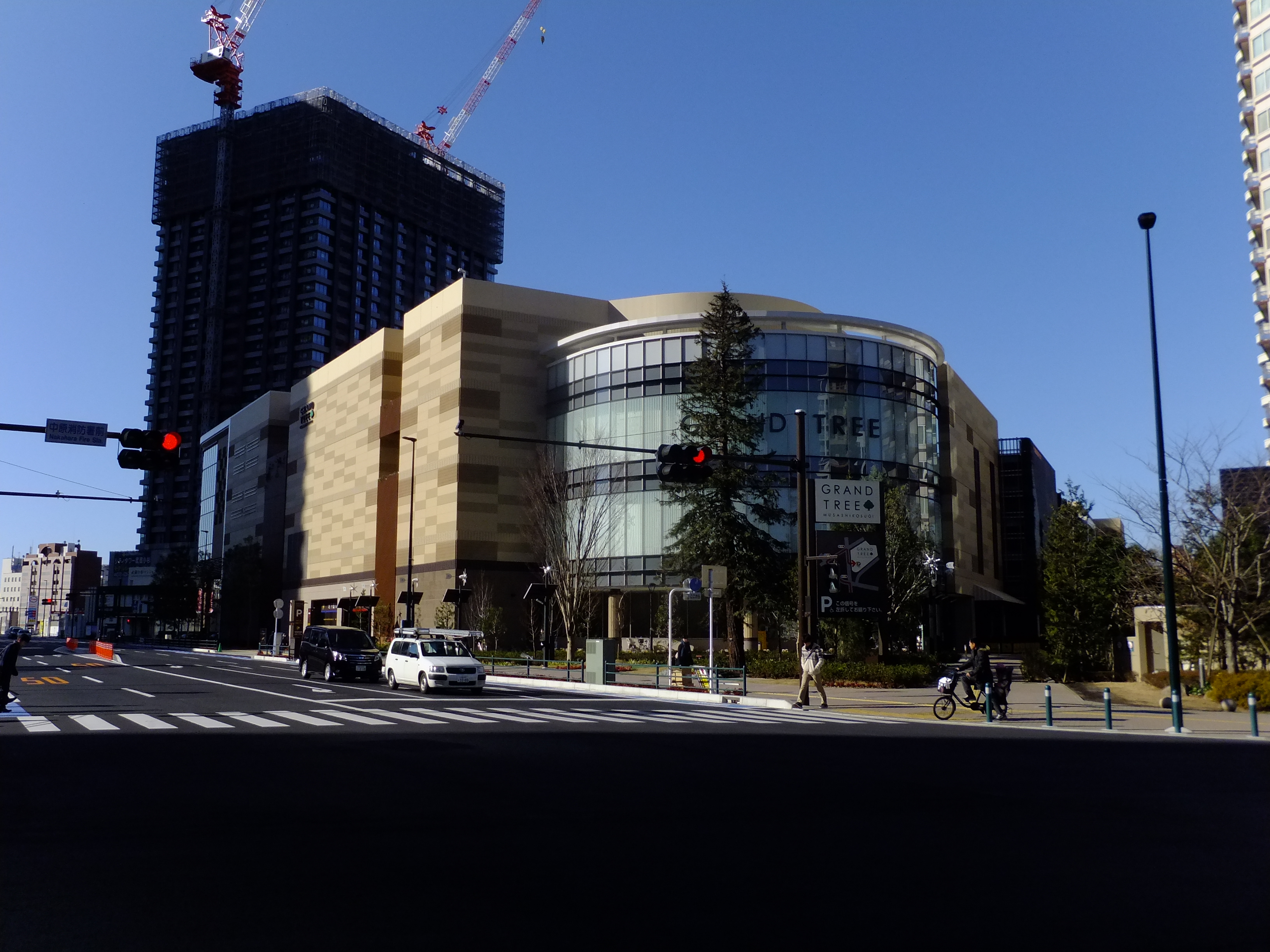
GRANDTREE武藏小杉
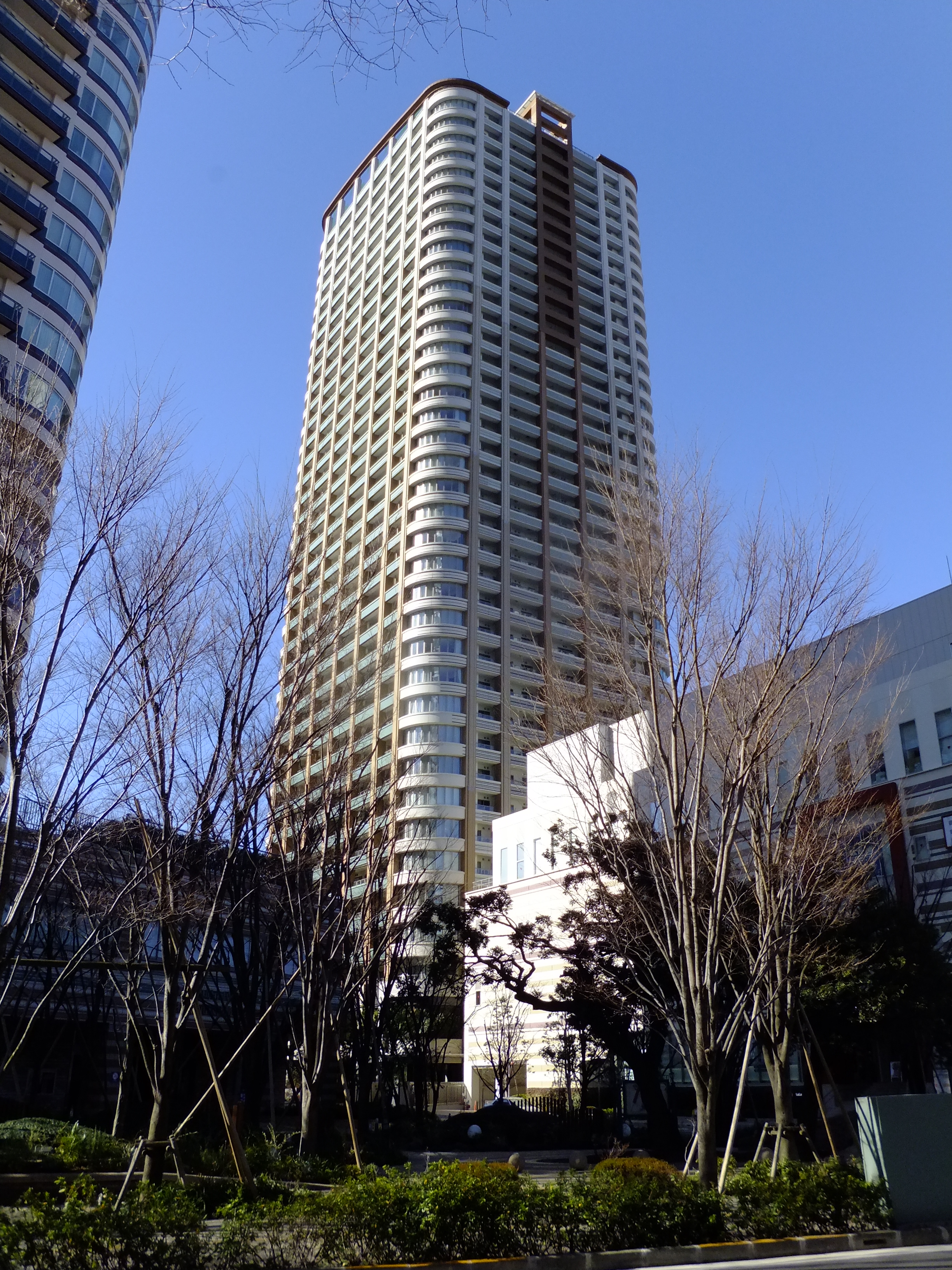
Park City武藏小杉The Grand Wing Tower

### 車站東側
武藏小杉站東部A地區
綱島街道與JR橫須賀線之間的舊NEC區域。
- 武藏小杉站 - JR橫須賀線、成田特快、湘南新宿線、相鐵·JR直通線停車。設有往南武線的連絡通道以及新川崎站方向的檢票口。
- RESIDENCE THE武藏小杉（日语：レジデンス・ザ・武蔵小杉） - 24層公寓（高76.25公尺），附設商業設施（Delif（デリド））。
- 站前廣場 - 鄰接武藏小杉站及RESIDENCE THE武藏小杉的站前廣場。設有自行車停車場（1600台）。
- 川崎市消防局（日语：川崎市消防局）中原消防署/Richmond Hotel（日语：リッチモンドホテル） Premier武藏小杉 - 21層的消防署、飯店一體型大樓（高76.20公尺）。
- SUPER HOTEL Lohas武藏小杉站前 - 2017年11月開幕的10層商務旅館。

先端產業高度化地區（舊武藏小杉站東部B〜D地區）
NEC玉川事業場區域。NEC玉川文藝復興城完成後沒有其他具體再開發計畫。
- NEC玉川解決方案中心 - 12層辦公大樓（高54公尺）。2010年3月底完成。

中丸子地A地區
CENTRAL FITNESS等區域。沒有再開發計畫。
中丸子地B地區
不二鋁窗工場等存在的區域。
- Lieto Court武藏小杉 - 地上47層的雙子塔公寓，東塔高161.14公尺，The Classy Tower高161.77公尺。
- THE KOSUGI TOWER（日语：ザ・コスギタワー） - 49層公寓（高160公尺）。
- R-Styles武藏小杉 - WEST、EAST2棟的出租公寓（12層（高40公尺））。
- 野村不動產武藏小杉大樓N棟 - 14層辦公大樓（高72.019公尺），附有商業設施。2010年3月完成。
- Royal Parks武藏小杉 - 6層公寓（高19.91公尺m），附有商業設施。2009年4月20日完成。
- PROUD武藏小杉GREEN FRONT - 7層公寓（高19.9公尺）。2009年4月20日完成。
- 中丸子丸子公園 - 上述公寓群旁的兒童公園。2007年12月26日完成。
- 武藏小杉南口線 - 上述公寓群之間的新道路。連結綱島街道與府中街道。

中丸子地區C地區
武藏小杉站橫須賀線線路沿線區域。
- City House武藏小杉 - 22層公寓（高79.9公尺）。1、2樓是商業設施。2009年2月完成。

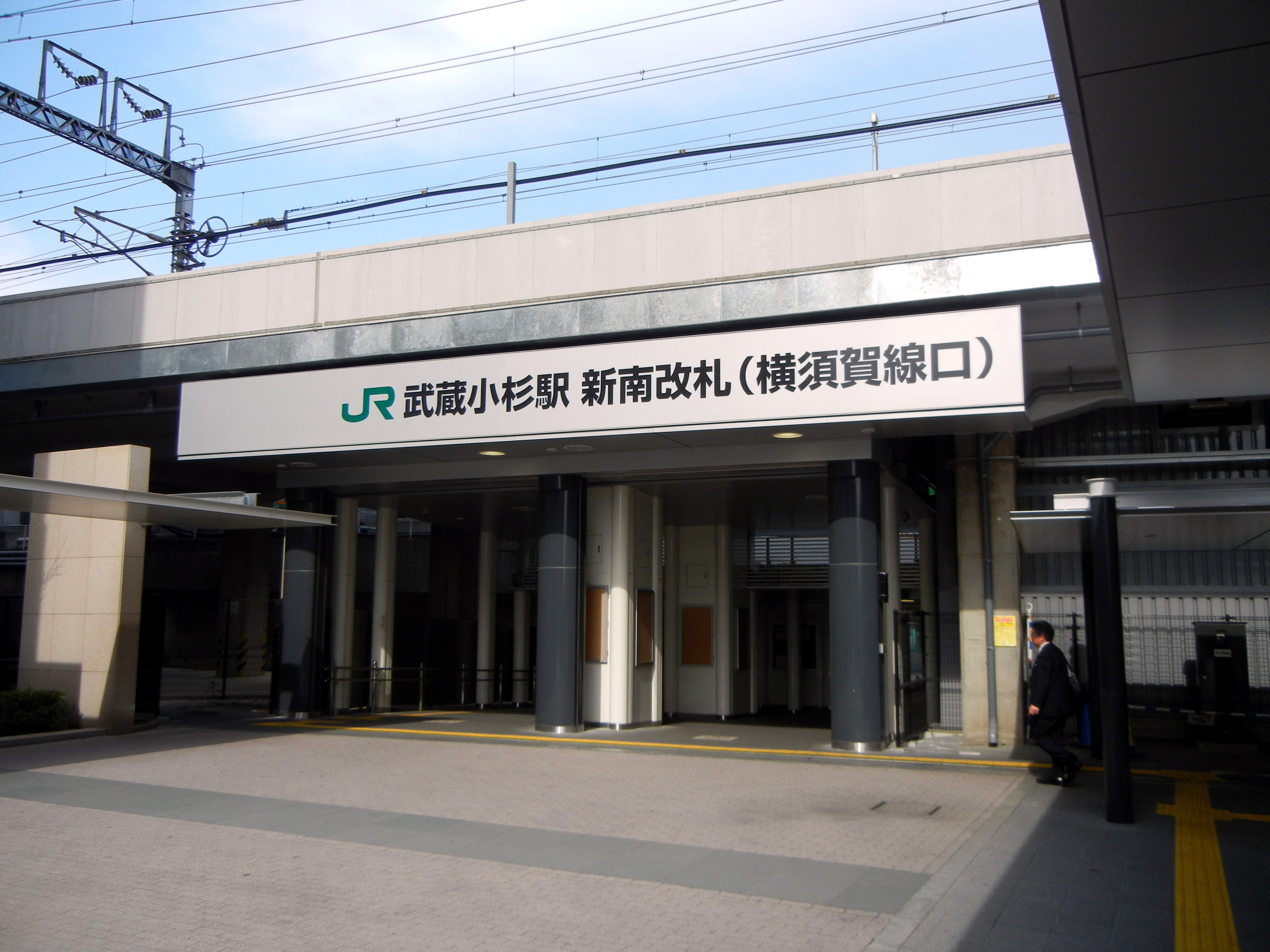
武蔵小杉站新南口
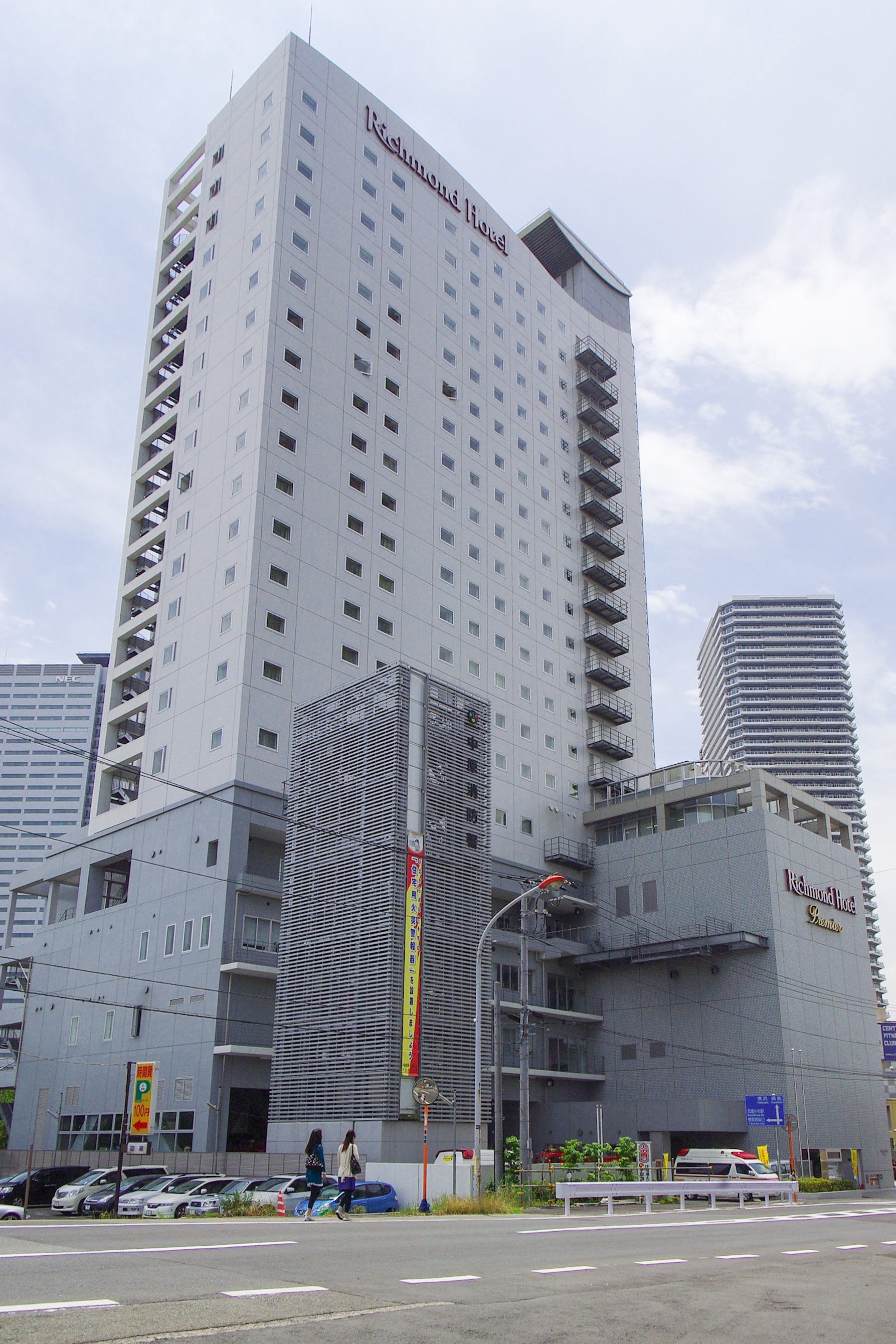
中原消防署、Richmond Hotel Premier武藏小杉
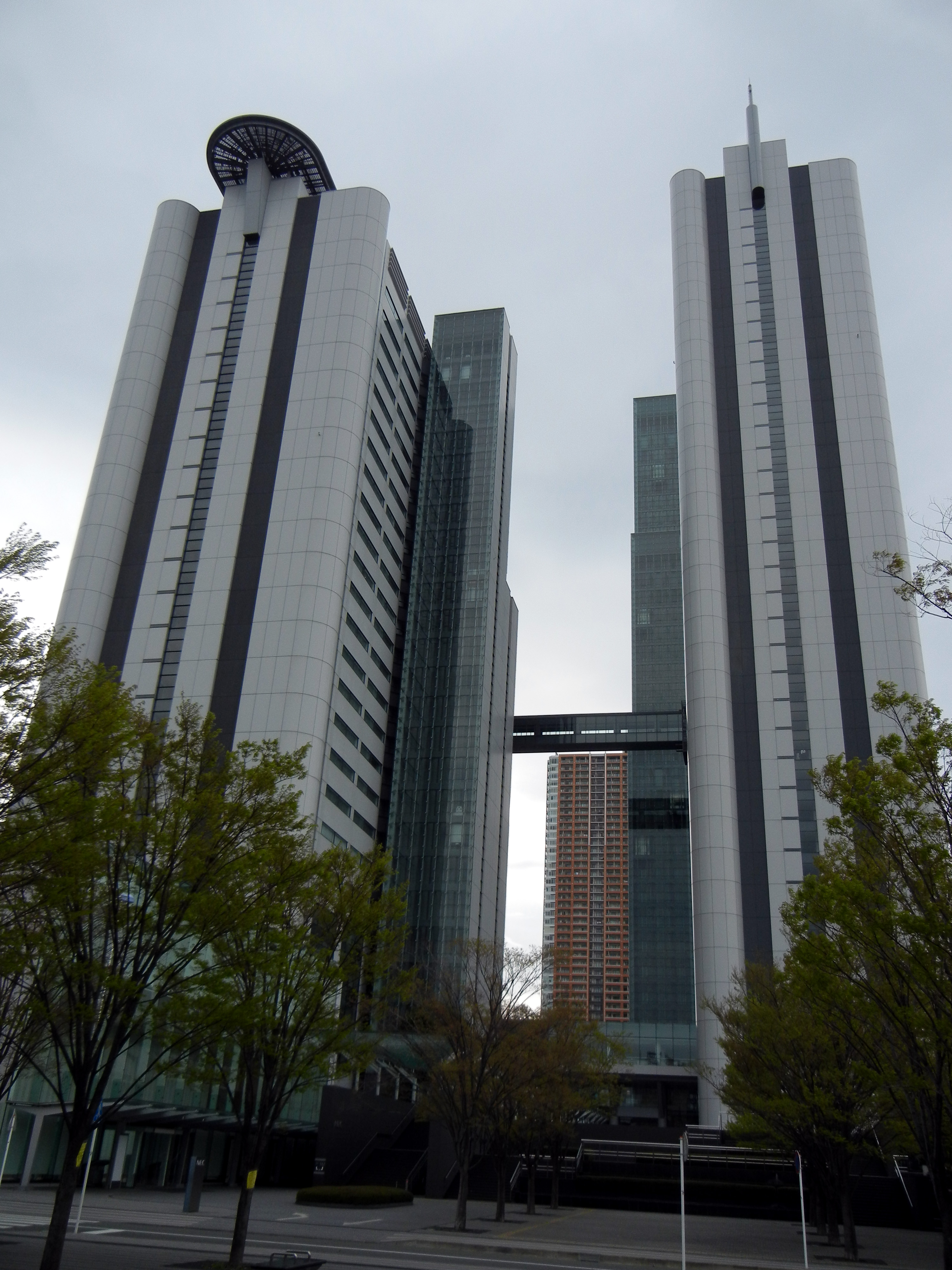
NEC玉川文藝復興城
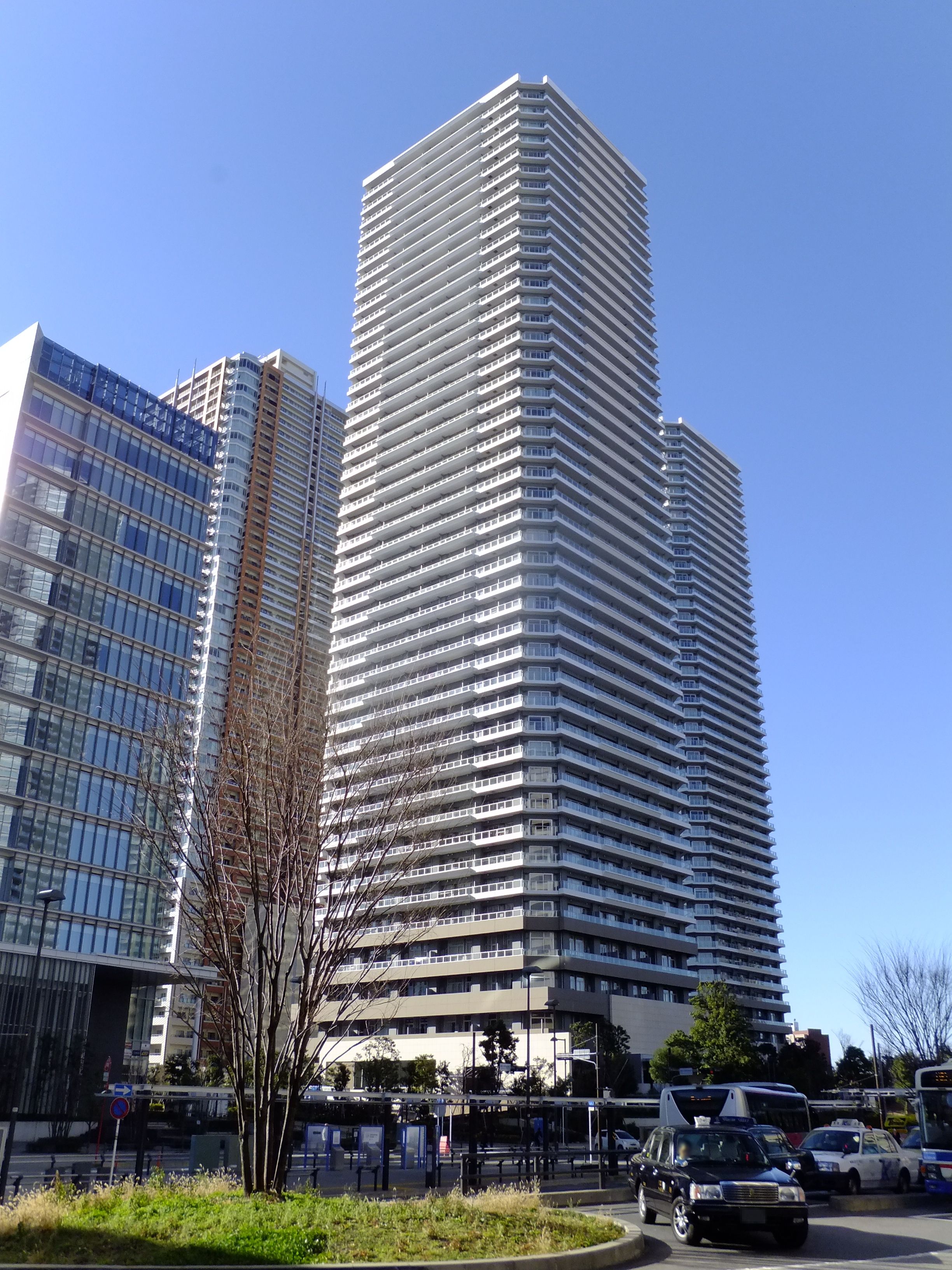
Lieto Court武藏小杉
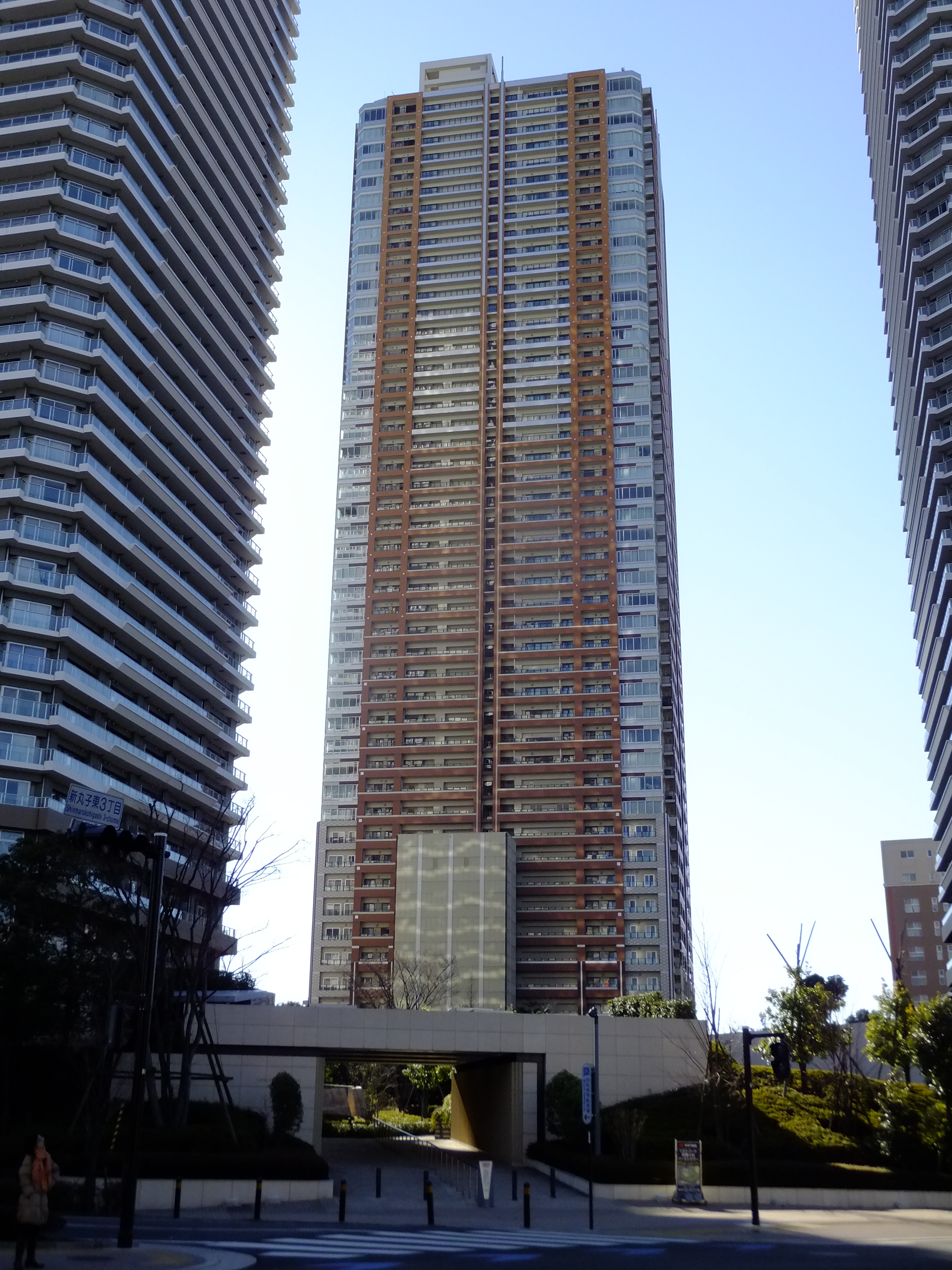
THE KOSUGI TOWE

### 車站西側
小杉町3丁目中央地區
中原區役所（部分）、JA CERESA川崎、Union大樓、中原市民館、KJ LIFE CREATE等所在的區域。
- A地區 Proud Tower武藏小杉 - 45層公寓（高160公尺）、13層公寓、商業設施、保育所等。
- B地區 現有的Union大樓

小杉町3丁目東地區
川崎信用金庫、中原圖書館、瑞穗銀行、丸悅、UR武藏小杉公寓、小杉兒童文化中心所在的區域。現在正在研究再開發計畫。

### 其他地區
- 聖瑪麗安娜醫科大學東橫醫院（日语：聖マリアンナ医科大学東横病院） - 2008年2月28日完成改建完成。
- St. SQUARE武藏小杉 - 聖瑪麗安娜醫科大學東橫醫院部分用地改建的16層公寓（高56.12公尺）。
- 神奈川縣警（日语：神奈川県警察）中原警察署（日语：中原警察署） - 2008年3月改建完成。

## 外部連結
- 武藏小杉LIFE：武藏小杉地方誌 （页面存档备份，存于）